# Trimetadionă
Trimetadiona este un medicament antiepileptic, fiind utilizat în tratamentul unor tipuri de epilepsie. Calea de administrare disponibilă este cea orală.

## Utilizări medicale
Trimetadiona este utilizată în controlul unor tipuri de epilepsie, precum sunt crizele de tip absență, dar doar cele care sunt refractare la alte tratamente. Nu se administrează femeilor însărcinate deoarece este teratogen.